# Pseudocomotis
Pseudocomotis là một chi bướm đêm thuộc họ Tortricidae.

## Các loài
- Pseudocomotis agatharcha Meyrick, 1926
- Pseudocomotis albolineana Brown, 1990
- Pseudocomotis citroleuca Meyrick, 1912
- Pseudocomotis nortena Brown, 1998
- Pseudocomotis razowskii Pelz, 2004
- Pseudocomotis scardiana Dognin, 1905
- Pseudocomotis serendipita Brown, 1990